# Ethel Waters
Ethel Waters (Chester, 1896. október 31. – Chatsworth, 1977. szeptember 1.), amerikai énekesnő, színésznő. Az első afroamerikai nő volt, akinek saját televíziós műsora volt; az első afroamerikai nő volt, akit Primetime Emmy-díjra jelöltek. A második afroamerikai nő volt, akit Oscar-díjra jelöltek.

## Pályafutása
Soha nem voltam gyerek. Soha nem dédelgetett, nem kedvelt vagy értett meg a családom. Soha nem éreztem, hogy valahová tartozom.
Mindig is kívülálló voltam... Senki nem nevelt fel.

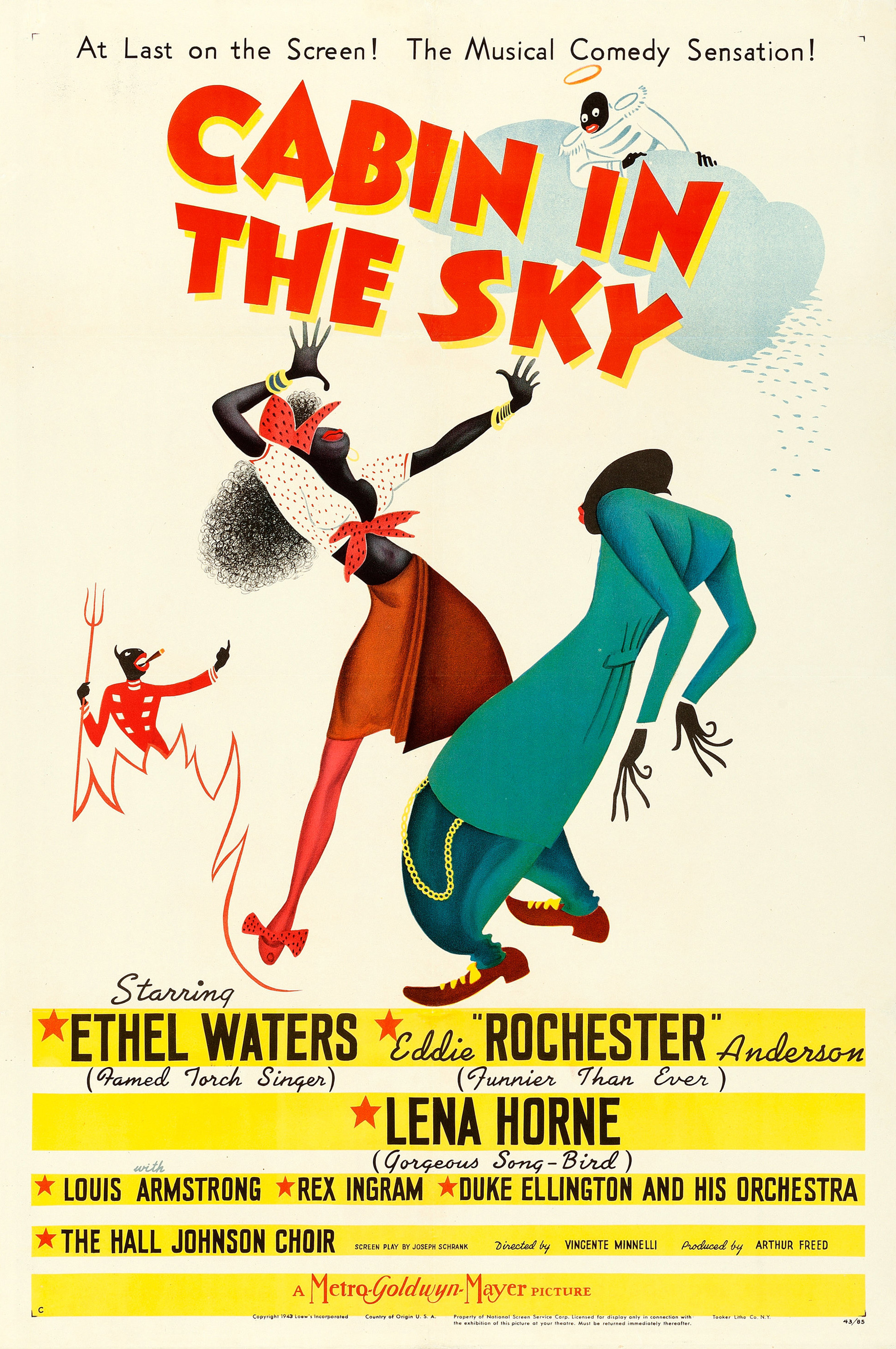

Mindössze tizenhárom éves volt anyja, amikor szülte, mert egy John Waters nevű ismerős zongorista megerőszakolta.

A kislánynak mindenféle partnerei voltak. Az anyja felé se nézett, rá se hederített. Egy folyton költöző nagymamával és két nagynénjével élt. Néha azért járt iskolába is, de többnyire fehér családoknál dolgoznia kellett. Tízévesen már bandavezér volt. Tizenhárom  évesen férjhez ment, majd elvált.
Tizenhét éves korában egy philadelphiai bárban elénekelt két dalt, ahol a nézők között volt egy impresszáriói is. Waters-t azonnal leszerződtették. Rövid néhány év alatt kitanulta a szakmát.
A fehér közönség is hamar felfigyelt rá, és ő lett az első – bőrszíntől függetlenül felkapott – énekesnő. Aztán ő lett abban is az első, aki élő rádióműsort kapott, aki lemezfelvételt készített, az első, aki komoly szerepet kapott egy fehér Broadway-show-ban. Abban pedig második fekete színésznő volt, akit Oscar-díjra jelöltek, ellenben ugyancsak első, aki Emmy-díjat kapott, és akire komikus tévésorozatot írtak.
A szakirodalom szerint ő kapcsolta össze sikeresen a bluest, a popzenét és a dzsesszt. Dalai mély, őszinte érzéseket fejeztek ki. Az 1930-as-40-es években New York legjobban ﬁzetett sztárjainak egyike volt.
Ugyanakkor kellemetlen karakter volt, erőszakos, nagyhangú, szüntelenül veszekedő kibírhatatlan alak. 1949-ben John Ford miatta otthagyott egy filmet (Pinky), amit Elia Kazan volt kénytelen befejezni.
Kétszer volt férjnél, de szabados életet folytatott, nőkkel is volt viszonya. Öregkorára komolyan vallásos lett, a hittérítő Billy Grahammel befolyása alá került.

## Hit records[7]
- 1921: Down Home Blues, There'll Be Some Changes Made
- 1922: Spread Yo' Stuff, Tiger Rag
- 1923: Georgia Blues
- 1925: Sweet Georgia Brown
- 1926: Dinah, I've Found a New Baby, Sugar
- 1927: I'm Coming, Virginia
- 1929: Am I Blue?, Birmingham Bertha, True Blue Lou
- 1931: Three Little Words, I Got Rhythm, You Can't Stop Me from Loving You, Shine On, Harvest Moon, River, Stay 'Way from My Door
- 1933: Stormy Weather, Don't Blame Me, Heat Wave, A Hundred Years from Today
- 1934: Come Up and See Me Sometime, Miss Otis Regrets (She's Unable to Lunch Today)
- 1938: You're a Sweetheart

## Díjak
- 2006: Grammy Hall of Fame
  - 1929: „Am I Blue?”, 1933: „Stormy Weather”, 1925: „Dinah” című felvételei
- 1962: Primetime Emmy-díj: Route 66: „Goodnight Sweet Blues”

## Filmek
- 1929: On with the Show, mint Ethel
- 1934: Gift of Gab, mint Ethel Waters
- 1942: Tales of Manhattan, mint Esther
- 1942: Cairo, mint Cleona Jones
- 1943: Cabin in the Sky, mint Petunia Jackson
- 1943: Stage Door Cantee, mint Ethel Waters
- 1949: Pinky, mint Dicey Johnson
- 1952: The Member of the Wedding, mint Berenice Sadie Brown
- 1957: Carib Gold, mint Anya
- 1958: The Heart Is a Rebel, mint Gladys
- 1959: The Sound and the Fury, mint Dilsey

## Könyvek
- His Eye Is On The Sparrow por Ethel Waters y Charles Samuels, Doubleday and Company, 1950
- To Me It's Wonderful por Ethel Waters, Harper and Row, 1972
- Bourne, Stephen (2007). Ethel Waters: Stormy weather. Lanham, MD: Scarecrow Press. ISBN 0-8108-5902-5
- Southern, Eileen (1997). The Music of Black Americans: A History. New York: W. W. Norton & Company. ISBN 0-393-97141-4
- Donald Bogle (2011) Heat Wave: he Life and Career of Ethel Waters, Harper/HarperCollins

## További információ
- Ethel Waters a PORT.hu-n (magyarul)
- Ethel Waters az Internetes Szinkronadatbázisban (magyarul)
- Ethel Waters az Internet Movie Database-ben (angolul)
- Ethel Waters a Rotten Tomatoeson (angolul)